# Antillostenochrus cerdoso
Espèce
Synonymes
- Schizomus cerdoso Camilo & Cokendolpher, 1988

Antillostenochrus cerdoso est une espèce de schizomides de la famille des Hubbardiidae.

## Distribution
Cette espèce est endémique de Porto Rico.

## Description
La femelle holotype mesure 7,6 mm.

## Publication originale
- Camilo & Cokendolpher, 1988 : Schizomidae de Puerto Rico (Arachnida: Schizomida). Caribbean Journal of Science, vol. 24, no 1/2, p. 52-59 (texte intégral).